# František Vaněk (politik)
František Vaněk (12. listopadu 1864 Slatiny – 27. února 1912 Slatiny) byl rakouský a český politik, na počátku 20. století poslanec Českého zemského sněmu.

## Biografie
Byl samoukem, vychodil pouze několik tříd obecné školy do svých 12 let, následně se vzdělával sám. Profesí byl rolníkem v rodných Slatinách.
Na počátku století se zapojil i do zemské politiky. V volbách v roce 1908 byl zvolen do Českého zemského sněmu v kurii venkovských obcí, obvod Jičín, Lomnice, Sobotka, Libáň. Politicky se uvádí coby člen České agrární strany. Kvůli obstrukcím se ovšem sněm ve svém plénu po roce 1908 fakticky nescházel.
Zemřel v únoru 1912.